# Hambühren
Hambühren – gmina samodzielna (niem. Einheitsgemeinde) w Niemczech, w kraju związkowym Dolna Saksonia, w powiecie Celle. Gmina liczyła w 2008 r. 10 159 mieszkańców i rozciąga się na obszarze 56,70 km².

## Położenie geograficzne
Gmina leży przy drodze krajowej 214 między Celle i Nienburg (Weser). W północnej części przepływa rzeka Aller.

## Dzielnice gminy
W skład gminy Hambühren wchodzą obok Hambühren-Dorf określanej jako Hambühren I i Hambühren-Siedlung – Hambühren II także dzielnice: Allerhop, Oldau, Ovelgönne, Rixförde i Schönhop.

## Historia

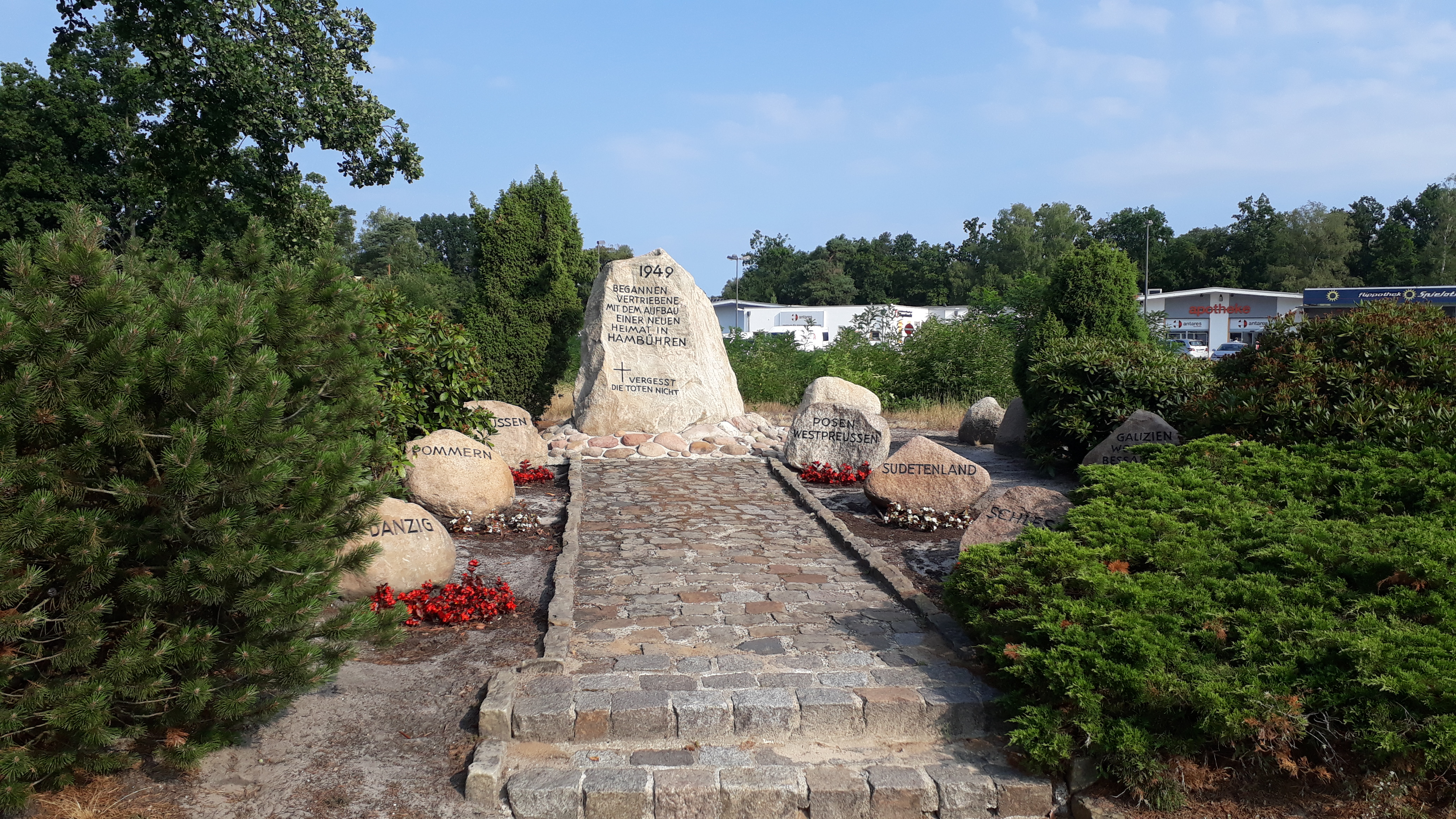
Kamienie upamiętniające „wypędzonych” w Hambühren

Po raz pierwszy Hambühren było wzmiankowane w 1235 roku, dzielnica Oldau zaś w roku 1378. Dzielnica Ovelgönne powstała po rozpoczęciu eksploatacji kamieniołomu wapiennego. Podczas II wojny światowej w pobliżu działała fabryka amunicji, w której pracowali głównie robotnicy przymusowi.

## Herb
W herbie gminy znajdują się dwa wybielone domy z muru pruskiego na zielonym tle, a pod nimi srebrne koło zębate. Na samym dole leży złoty pierścień skierowany do koła.

## Współpraca
- Buk, Polska
- Tourville-sur-Odon, Francja
- Verson, Francja